# Leon Stasiewski
Leon Stasiewski (ur. 3 kwietnia 1903 w Łagwach, zm. 27 września 1920 w Łodzi) – polski harcerz, gimnazjalista, poległy w wojnie polsko-bolszewickiej.

## Życiorys
Był synem Juliana Stasiewskiego, nauczyciela i inspektora szkolnego, i Apolonii z Namysłów; miał czworo rodzeństwa: siostry Marię, Jadwigę i Bogumiłę oraz brata Ewarysta. W roku szkolnym 1919/1920 uczęszczał do szóstej klasy progimnazjum we Wrześni. Był pierwszym drużynowym gimnazjalnej drużyny harcerzy. W lipcu 1920, w związku z wydarzeniami wojennymi, razem z grupą kolegów zaciągnął się do Legii Wrzesińskiej. Ciężko ranny 17 września 1920 w walkach pod Horodcem, przewieziony został do szpitala wojskowego w Łodzi, gdzie zmarł 27 września.
Pochowany został na Cmentarzu Farnym we Wrześni, przy głównej alei. Jego pogrzeb 1 października 1920 miał charakter wielkiej demonstracji patriotycznej, uczestniczyli w nim przedstawiciele władz miasta i licznie przybyli wrześnianie. 

## Ordery i odznaczenia
- Srebrny Krzyż Zasługi (pośmiertnie, 17 marca 1934)[1]

## Upamiętnienie
Leona Stasiewskiego upamiętnia we Wrześni tablica pamiątkową w budynku Liceum Ogólnokształcące im. Henryka Sienkiewicza. Jego imię nadano również ulicy na osiedlu Sokołowskim, położonej między ulicą Powstańców Wielkopolskich a ulicą Kosynierów.